# کاکایی پشت‌توسی
کاکایی پشت‌توسی(نام علمی: Larus schistisagus) نام یک گونه از سرده کاکایی است.